# Charles Dubois
Charles Auguste Henri Dubois (Veurne, 1 november 1806 - 21 november 1841) was een Belgisch liberaal politicus en burgemeester van de stad Veurne.

## Levensloop
Dubois was de zoon van Pierre Henri Dubois (°1753) en Félicita Feys (1780-1860). Pierre Dubois was in de Franse tijd raadsheer voor het departement van de Leie en onder het Verenigd Koninkrijk der Nederlanden lid van de Tweede Kamer. Dubois was de kleinzoon van Henri Dubois (1720-1791), die in het ancien régime burgemeester-landhouder van de stad en kasselrij Veurne was.
Charles Dubois behaalde het diploma van doctor in de rechten aan de Universiteit Gent (1829) en werd advocaat. Hij koos in 1830 de zijde van de Belgische Revolutie.
Hij werd burgemeester van Veurne in november 1830 in opvolging van de afgezette Louis Cuvelier en bleef dit tot in 1835. Hij was toen een van de jongste burgemeesters van het land. Hij werd bijgestaan door vertegenwoordigers van vooraanstaande families. In het schepencollege waren dat K. de Brauwere en A. de Latre, en in de gemeenteraad de raadsleden de Prey, de Moucheron, Prignot, Bieswal, Clep en Everaert.
Toen koning Leopold I in juli 1831 in Veurne arriveerde, was het Dubois die hem verwelkomde. Het was echter Louis-Auguste Ollevier die in zijn woning een rijke maaltijd aanbood. De jonge Dubois had daartoe wellicht niet de nodige middelen noch de passende woning. 
Op 11 oktober 1830 werd hij door het Voorlopig Bewind benoemd tot arrondissementscommissaris, in vervanging van de afgezette Bernier. Het was dus in een dubbele functie dat hij de nieuwe koning verwelkomde. Hij bleef dit ambt uitoefenen tot aan zijn dood.
Hij werd ook tot parlementslid verkozen in 1832 voor het arrondissement Veurne en bleef dit eveneens tot aan zijn dood.